# Lekeaka Oliver
Lekeaka Oliver, también conocido como Leke Olivier Fongunueh,popularmente conocido como Field Marshall (Azi, diciembre de 1968 - Lebialem, 12 de julio de 2022), fue un militar y líder separatista camerunés.

## Concilio de Autodefensa de Ambazonia
Su grupo armado es parte del parcialmente constituido Concilio de Autodefensa de Ambazonia, leal al gobierno interino de Ambazonia. El Dragón Rojo es principalmente activo en la división de Lebialem, en la región suroeste de Camerún. Oliver era hermano de Chris Anu, antiguo secretario de comunicaciones del Gobierno Interino.